# Bitva u Perské brány
Bitva u Perské brány byl ozbrojený střet Alexandra Velikého s perským vládcem Ariobarzanem, který se odehrál v roce 330 př. n. l. ve starověké Persepoli.
Po bitvě u Gaugamél a po obsazení Babylónu, který se vzdal bez boje, zamířil Alexandr ke starověké Persepoli. Při pochodu ze Sús musel překročit pohoří na území Persis, kde narazil na odpor Peršanů vedených jejich vůdcem Ariobardzanem. Peršané zablokovali úzký průchod mezi horami výstavbou zdi. První útok Makedonců skončil jejich vysokými ztrátami, terén a pevné stěny zdi byly vynikající ochranou perské armády. Alexandrovi pomohl pastýř z Lýkie, který Makedonce upozornil na úzkou cestu do rokle na druhé straně zdi. Na západní straně zdi zůstal Alexandrův vojevůdce Krateros, jehož vojáci založili ohně, jejichž světlem klamali nepřítele. Alexander s hlavní částí armády pod vedením vojevůdce Perdikkáse (lukostřelci a bojovníci na koních) postupovali obloukem, aby Peršany napadli zezadu.

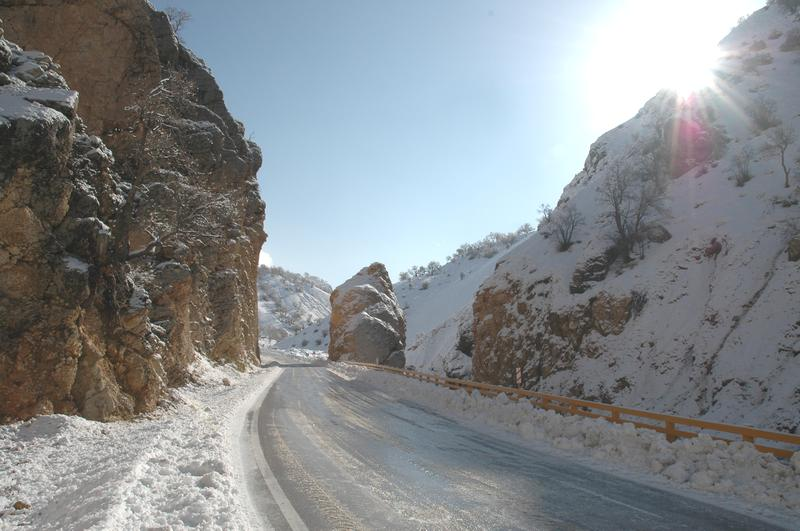
Perská brána dnes

Druhý den ráno Alexandr přemohl perské strážce, kteří v panice uprchli. Pak následoval útok, kdy Makedonci zaútočili z obou stran zdi. Peršané utekli, mnoho z nich zemřelo pádem z vysoké zdi. Po tomto vítězství Alexandrova armáda pochodovala k Persepoli. Mnoho obyvatel města spáchalo před Alexandrovým příchodem sebevraždu nebo uprchlo. Podle dřívějších názorů nechal prý Alexandr celé město vydrancovat a královský palác zapálit. Tyto závěry jsou dnešními historiky a badateli zpochybňovány.[zdroj?] Na základě archeologických nálezů se soudí, že vypálen byl pouze proslulý Xerxův palác, což měla být symbolická odplata za zničení Athén Xerxovými vojsky při řecko-perských válkách v 5. století př. n. l. Alexandr v Persepoli ukořistil královskou pokladnici. Podle Plútarcha použil na odvezení pokladů z Persepole do Hamadánu 10 000 mul a 5000 velbloudů. Byla zde nalezena zlatá věnovací listina, která je nyní uložena v archeologickém muzeu v Teheránu. Poté pokračoval v cestě za prchajícím Dareiem III.